# Zijadin Sela
Zijadin Sela (mac. Зијадин Села, alb. Ziadin Sela; ur. 1 listopada 1972 w Liwadzie) – deputowany do Zgromadzenia Republiki Macedonii z ramienia Demokratycznej Partii Albańczyków, następnie burmistrz Strugi w latach 2013-2017.

## Życiorys
W wyborach parlamentarnych z 2011 roku uzyskał mandat do Zgromadzenia Republiki Macedonii, gdzie reprezentował Demokratyczną Partię Albańczyków.
W 2013 roku objął urząd burmistrza Strugi, pokonując w II turze wyborów Władimira Koczowskiego z partii WMRO-DPMNE. Jednym z pierwszych zarządzonych przez niego działań było wyburzenie nielegalnie wzniesionych budynków wzdłuż nabrzeża rzeki Czarny Drin. W lipcu 2014 roku wziął udział w protestach przeciwko wydanym wyrokom w sprawie masakry nad Jeziorem Smilkowskim z dnia 12 kwietnia 2012 roku, w wyniku której zostało zastrzelonych pięciu Macedończyków.
27 kwietnia 2017 roku został ranny w trakcie protestów pod budynkiem parlamentu, których przyczyną był wybór Talata Xhaferiego na przewodniczącego Zgromadzenia Republiki Macedonii.

## Wyniki wyborcze
| Wybory | Komitet wyborczy                 | Organ            | Wynik  |
| ------ | -------------------------------- | ---------------- | ------ |
| 2013   | Demokratyczna Partia Albańczyków | burmistrz Strugi | 20 770 |

## Życie prywatne
Żonaty, ma córkę.